# Dielectroforesi

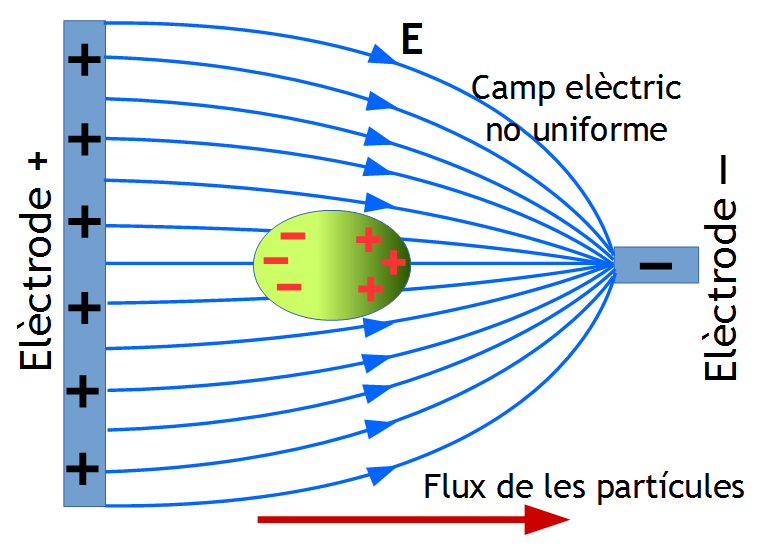
Dielectroforesi

La dielectroforesi és el moviment relatiu de partícules suspenses en un dissolvent respecte d'ell, que resulta de les forces de polarització produïdes per un camp elèctric no uniforme. S'ha aprofitat per manipular partícules com ara cèl·lules, virus i macromolècules.
La dielectroforesi és un fenomen semblant a l'electroforesi. En aquesta, hi ha un desplaçament de partícules carregades elèctricament per efecte d'un camp elèctric; mentre que en aquella, les partícules són neutres i es mouen a causa de la polarització induïda pel camp elèctric que crea dipols en molècules neutres.

## Història

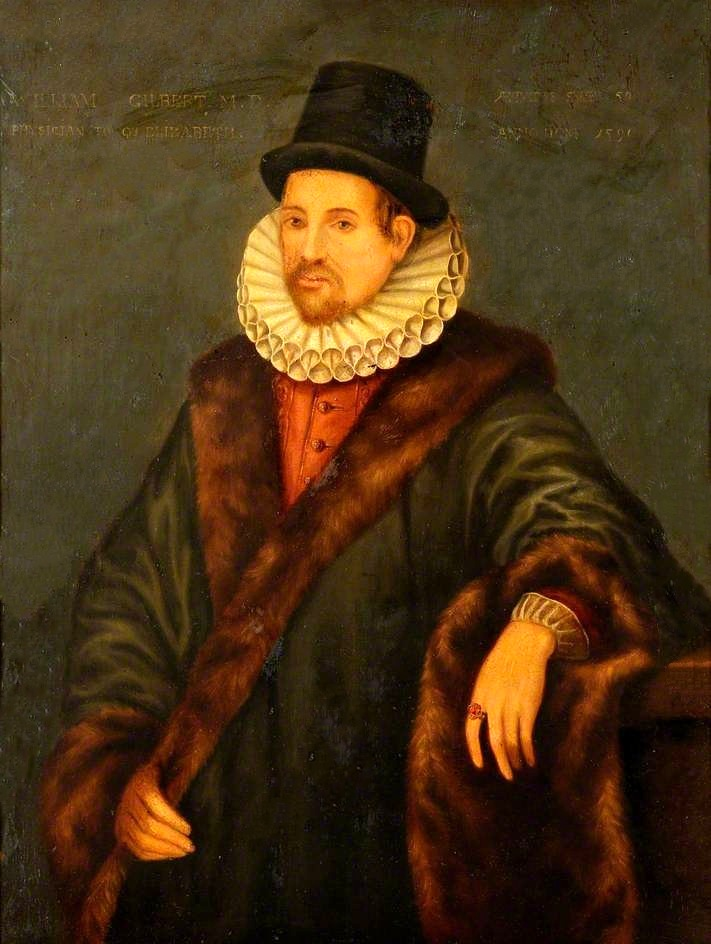
William Gilbert (1544–1603)

A mitjans del segle xx, paral·lelament al desenvolupament de l'espectroscòpia d'impedància, creixé l'interès cap a l'estudi de la interacció de la matèria amb camps elèctrics no uniformes. Ja prop de l'any 600 aC el filòsof grec Tales de Milet indicà que un tros d'ambre després d'haver estat fregat amb un drap atreu petites partícules d'altres materials, fet que s'explicà posteriorment assenyalant que l'ambre es carrega elèctricament i al seu voltant crea un camp elèctric no uniforme que atreu les partícules. L'any 1600, el metge anglès William Gilbert (1544-1603) en el seu tractat sobre el magnetisme, De Magnete, assenyalà que les gotes d'aigua canvien de forma prop d'ambre electrificat. Sobre l'atracció que exercien els camps elèctrics en la matèria orgànica potser es pensà que poc més calia afegir després del desenvolupament teòric que el físic escocès James Clerk Maxwell (1831-1879) dugué a terme sobre els efectes electromagnètics al segle xix. No obstant això, fou en el 1951 quan el químic nord-americà Herbert A. Pohl (1916-1986) encunyà el terme de dielectroforesi per denominar el fenomen en què partícules dielèctriques (dielectro) responen amb un moviment (phoresis, en grec) a l'acció d'un camp elèctric no uniforme.
Les principals aplicacions del moviment de partícules sota els efectes de la no uniformitat del camp foren en principi orientades a la seva manipulació i separació. El 1966 es realitzà la primera separació de llevats viables i no-viables per part de Pohl i Hawk. El 1971 s'aprofundí en l'estudi del comportament dielectroforètic dels llevats en funció de determinats factors biològics controlats (edat del cultiu, efectes tèrmics o de radiació UV o l'exposició a agents químics) per part de Pohl i Crane. El mateix Pohl seguí ampliant els estudis per separar altres cèl·lules, com trombòcits d'origen caní, bacteris, glòbuls vermells, cloroplasts i mitocondris el 1978. La separació i manipulació de partícules mitjançant dielectroforesi es fonamenta en la dependència del fenomen amb la diferència entre les propietats dielèctriques de les partícules i les del medi en què estan suspeses, així com de la magnitud i la freqüència del camp aplicat. Així, mentre s'anava perfilant l'aplicació de la dielectroforesi per a la caracterització dielèctrica de partícules, fou en el camp de la fusió cel·lular, el 1982, on la manipulació dielectroforètica donà un dels més espectaculars resultats: l'electrofusió, per part de Zimmermann i Vienken, de dos tipus cel·lulars aplicant un potent pols de corrent continu, que perforà les membranes en el punt de contacte entre les cèl·lules prèviament unides mitjançant dielectroforesi sobre la superfície dels elèctrodes.
Des dels inicis de la dielectroforesi fins al dia d'avui, l'evolució dels elèctrodes que generen el camp elèctric no uniforme, ha passat de làmines, filferros, bastons o puntes metàl·liques en les seves més diverses configuracions i combinacions, fins a arribar a incorporar la tecnologia de microfabricació per a diverses configuracions d'elèctrodes. Amb aquest últim avanç, totes les aplicacions electroforètiques s'han vist enormement beneficiades, ja que la microtecnologia ha permès desenvolupar elèctrodes que optimitzen el procés, generant forces prou intenses per moure partícules emprant petits voltatges. Així, s'ha aconseguit la manipulació de partícules fins de l'ordre de dècimes de nanòmetres, com ara virus, proteïnes i molècules d'ADN, evitant la forta influència dels processos aleatoris tèrmics en determinades condicions.

## Teoria

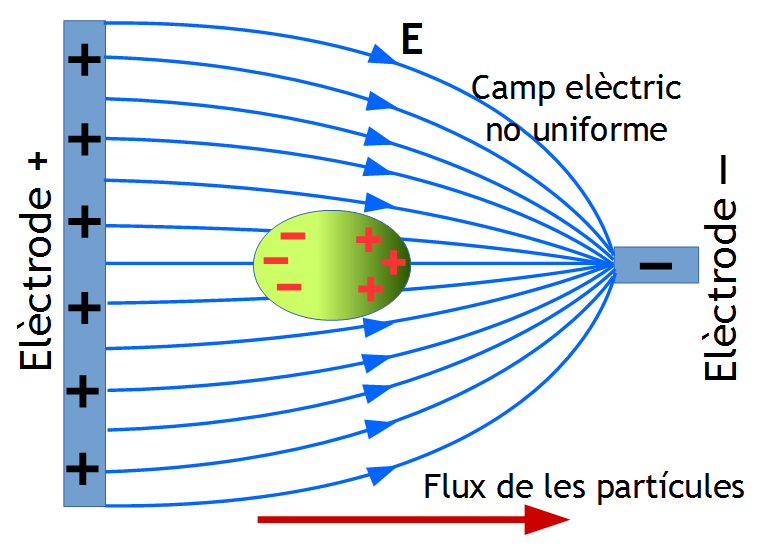
Esquema d'un muntatge d'electroforesi

La dielectroforesi es pot dur a terme en camps elèctrics de corrent directe o altern. Qualsevol dipol (permanent o induït) tindrà una separació finita entre quantitats iguals de càrregues positives i negatives. Si el camp no és uniforme, es produirà un desequilibri en les forces electroestàtiques en el dipol. La figura mostra una partícula neutra exposada a un camp elèctric no homogeni. El costat negatiu del dipol es troba en una regió on el camp elèctric és més dens. L'anterior fa que les càrregues negatives es concentrin més que les positives, generant un moviment net de la partícula cap a l'elèctrode positiu. Les partícules que siguin més polaritzables que el mitjà, exhibiran dielectroforesi positiva, i seran atretes cap a les regions de major intensitat del camp elèctric. Contràriament, les partícules que siguin menys polaritzables que el medi d'immersió, exhibiran dielectroforesi negativa, on seran repel·lides de les regions d'alta intensitat de camp elèctric.
La força dielectroforètica, {\textstyle F_{DEF}}, que es produeix sobre una partícula esfèrica de radi {\textstyle r_{p}} és definida per l'expressió:
{\displaystyle F_{DEF}=2\pi \epsilon _{0}\epsilon _{m}r_{p}^{3}f\nabla E^{2}}
on:
- {\displaystyle \epsilon _{0}} és la constant dielèctrica, o permitivitat, del buit.
- {\displaystyle \epsilon _{m}} és la constant dielèctrica relativa, o permitivitat relativa, del medi on està suspesa la partícula.
- {\textstyle \nabla E} és el gradient del camp elèctric {\textstyle E}.
- {\textstyle f} és el factor de Clausius-Mossoti, que val: {\textstyle f={\frac {\sigma _{p}-\sigma _{m}}{\sigma _{p}+2\sigma _{m}}}} on {\textstyle \sigma _{p}} i {\textstyle \sigma _{m}} són les conductivitats complexes de la partícula i del medi respectivament.[3]

Com s'observa en les equacions anteriors, la força dielectroforètica, {\textstyle F_{DEF}}, exercida en una partícula depèn de la intensitat de camp elèctric, de la mida de partícula, de les propietats dielèctriques de la partícula, així com de la conductivitat del mitjà de suspensió. Aquestes condicions d'operació poden ser manipulades per variar la força dielectroforètica exercida en una partícula, i amb això aconseguir separar i/o concentrar un tipus de partícula específic.